# Agropyron mongolicum
Agropyron mongolicum är en gräsart som beskrevs av Yi Li Keng. Agropyron mongolicum ingår i släktet kamveten, och familjen gräs. Inga underarter finns listade i Catalogue of Life.